# Сибирски мошусни јелен
Сибирски мошусни јелен или мошкавац или кабарга (лат. Moschus moschiferus) је сисар из реда папкара (Artiodactyla) и породице мошусних јелена (Moschidae).

## Распрострањење
Врста је присутна у Јужној Кореји, Казахстану, Кини, Монголији, Русији и Северној Кореји.

## Станиште
Сибирски мошусни јелен има станиште на копну.

## Угроженост
Ова врста се сматра рањивом у погледу угрожености врсте од изумирања.

### Популациони тренд
Популација ове врсте се смањује, судећи по расположивим подацима.